# Наказные и войсковые атаманы Астраханского казачьего войска
Наказные и войсковые атаманы Астраханского казачьего войска
Указаны даты нахождения при должности.

## Командиры Астраханской конно-казачьей команды и Астраханского казачьего полка
С 1776 по 1786 г. в состав Астраханского казачьего войска входили Гребенские, Терские и Волгские казаки, объединённое управление войск было подчинено командиру Астраханского полка.
1. Полковник Слободчиков — 1737—1761
2. Сотник Гальцин — 1761—1767
3. Полковник Хуткевич — 1764—1767
4. Сотник Смирнов — 1767—1777
5. Премьер-майор Персидский, Григорий Васильевич — 1777—1790
6. Бригадир Скаржинский, Пётр Михайлович — 1790—1792
7. Майор (полковник, с 1803 г. генерал-майор) Попов, Павел Семёнович — 1792—1815
8. Войсковой старшина Скворцов, Василий Филиппович — 1815—1816
9. Полковник Багратион (Роман Иванович?) — 1816—1818

## Наказные атаманыАстраханского казачьего войска
1. Войсковой старшина Скворцов, Василий Филиппович — 1818—1823
2. Полковник Петров, Павел Иванович — 1826—1835
3. Полковник Носов В. И. — 1835—1836
4. Полковник Левенштерн, Иван Иванович — 1836—1837
5. Генерал-майор Брюгген, Эраст Дмитриевич фон дер — 1838—1848
6. Генерал-майор Яфимович, Александр Матвеевич — 1848—1849
7. Генерал-майор Врубель, Михаил Антонович — 1849—1857
8. Генерал-майор Терпелевский, Александр Евгеньевич — 1857—1858
9. Генерал-майор Беклемишев, Николай Петрович — 1858—1862
10. Полковник Толстой, Михаил Николаевич — 1862—1864
11. Полковник Молостов Г. В. — 1864—1867
12. Генерал-майор Гулькевич, Александр Васильевич — 1867—1875
13. Генерал-майор Линдинер, Владимир Богданович — 1875—1876
14. Генерал-майор Фосс К. Ю. — 1876—1880
15. Генерал-майор Протасов-Бахметев, Николай Алексеевич — 1880—1882
16. Генерал-майор Янковский, Евгений Осипович — 1882—1883
17. Генерал-майор Петров, Николай Иванович — 1883—1884 (фактически в должность не вступил)
18. Генерал-майор Цеймерн, Николай Максимович — 1884—1888
19. Генерал-майор Вяземский, Леонид Дмитриевич — 1888—1890
20. Генерал-лейтенант Тевяшев, Николай Николаевич — 1890—1895
21. Генерал-лейтенант Газенкампф, Михаил Александрович — 1895—1903
22. Генерал-майор Громбчевский, Бронислав Людвигович — 1903—1906
23. Генерал-лейтенант Соколовский, Иван Николаевич — 1906—1917
24. Генерал-майор Бирюков, Иван Алексеевич — 1917—1918